# Nuoto ai XVIII Giochi asiatici
Il nuoto ai Giochi asiatici 2018 si è svolto dal 19 al 24 agosto nell'impianto Gelora Bung Karno Sports Complex di Giacarta e ha visto lo svolgimento di 41 gare, 20 maschili, 20 femminili e una staffetta mista.

## Partecipanti
Hanno preso parte alle competizioni 366 atleti provenienti da 39 distinte nazioni.
- Afghanistan (1)
- Bangladesh (2)
- Cambogia (3)
- Cina (52)
- Taipei cinese (16)
- Timor Est (1)
- Hong Kong (32)
- India (11)
- Indonesia (19)
- Iran (4)
- Giappone (38)
- Giordania (3)
- Kazakistan (7)
- Kuwait (2)
- Kirghizistan (3)
- Laos (3)
- Libano (2)
- Macao (14)
- Malaysia (6)
- Maldive (8)

- Mongolia (14)
- Nepal (4)
- Corea del Nord (2)
- Oman (2)
- Pakistan (7)
- Palestina (5)
- Filippine (2)
- Qatar (8)
- Arabia Saudita (1)
- Singapore (25)
- Corea del Sud (27)
- Sri Lanka (5)
- Siria (1)
- Tagikistan (5)
- Thailandia (12)
- Turkmenistan (2)
- Uzbekistan (5)
- Vietnam (10)
- Yemen (2)

## Podi

### Uomini
| Evento               | Oro | Prestazione | Argento | Prestazione | Bronzo                                                                                  | Prestazione |
| Stile libero         | |             | |             |                                                                                         |             |
| 50 m                 | Yu Hexin | 22"11       | Katsumi Nakamura | 22"20       | Shunichi Nakao                                                                          | 22"46       |
| 100 m                | Shinri Shioura                                                                                              | 48"71       | Katsumi Nakamura | 48"72       | Yu Hexin                                                                                | 48"88       |
| 200 m                | Sun Yang | 1'45"43     | Katsuhiro Matsumoto | 1'46"50     | Ji Xinjie                                                                               | 1'46"68     |
| 400 m                | Sun Yang | 3'42"92     | Naito Ehara | 3'47"14     | Kōsuke Hagino                                                                           | 3'47"20     |
| 800 m                | Sun Yang | 7'48"36     | Shogo Takeda | 7'53"01     | Nguyễn Huy Hoàng                                                                        | 7'54"32     |
| 1500 m               | Sun Yang | 14'58"53    | Nguyễn Huy Hoàng | 15'01"63    | Ji Xinjie                                                                               | 15'06"18    |
| Dorso                | |             | |             |                                                                                         |             |
| 50 m                 | Xu Jiayu | 24"75       | Ryōsuke Irie | 24"88       | Kang Ji-seok                                                                            | 25"17       |
| 100 m                | Xu Jiayu | 52"34       | Ryōsuke Irie | 52"53       | Lee Ju-ho                                                                               | 54"52       |
| 200 m                | Xu Jiayu | 1'53"99     | Ryōsuke Irie | 1'55"11     | Keita Sunama                                                                            | 1'55"54     |
| Rana                 | |             | |             |                                                                                         |             |
| 50 m                 | Yasuhiro Koseki                                                                                             | 27"07       | Yan Zibei | 27"25       | Dmitrij Balandin                                                                        | 27"46       |
| 100 m                | Yasuhiro Koseki                                                                                             | 58"86       | Yan Zibei | 59"31       | Dmitrij Balandin                                                                        | 59"39       |
| 200 m                | Yasuhiro Koseki                                                                                             | 2'07"81     | Ippei Watanabe | 2'08"82     | Qin Haiyang                                                                             | 2'08"07     |
| Farfalla             | |             | |             |                                                                                         |             |
| 50 m                 | Joseph Schooling                                                                                            | 23"61       | Wang Peng | 23"65       | Adilbek Mussin                                                                          | 23"73       |
| 100 m                | Joseph Schooling                                                                                            | 51"04       | Li Zhuhao | 51"46       | Yūki Kobori                                                                             | 51"77       |
| 200 m                | Daiya Seto                                                                                                  | 1'54"53     | Nao Horomura | 1'55"58     | Li Zhuhao                                                                               | 1'55"76     |
| Misti                | |             | |             |                                                                                         |             |
| 200 m                | Wang Shun                                                                                                   | 1'56"52     | Kōsuke Hagino | 1'56"75     | Qin Haiyang                                                                             | 1'57"09     |
| 400 m                | Daiya Seto                                                                                                  | 4'08"79     | Kōsuke Hagino | 4'10"30     | Wang Shun                                                                               | 4'12"31     |
| Staffette            | |             | |             |                                                                                         |             |
| 4x100 m stile libero | Giappone Shinri Shioura Katsuhiro Matsumoto Katsumi Nakamura Juran Mizohatai                                | 3'12"68     | Cina Yang Jintong Cao Jiwen Sun Yang Yu Hexin Hou Yujie Qian Zhiyong Ma Tianchi Ji Xinjie                                   | 3'13"29     | Singapore Quah Zheng Wen Joseph Schooling Darren Chua Darren Lim Danny Yeo Jonathan Tan | 3'17"22     |
| 4x200 m stile libero | Giappone Naito Ehara Reo Sakata Kōsuke Hagino Katsuhiro Matsumoto Juran Mizohata Ayatsugu Hirai Yūki Kobori | 7'05"17     | Cina Ji Xinjie Shang Keyuan Wang Shun Sun Yang Qiu Ziao Hong Jinlong Hou Yujie Qian Zhiyong                                 | 7'05"45     | Singapore Quah Zheng Wen Joseph Schooling Danny Yeo Jonathan Tan Darren Chua Glen Lim   | 7'14"15     |
| 4x100 m misti        | Cina Xu Jiayu Yan Zibei Li Zhuhao Yu Hexin Li Guangyuan Qin Haiyang Zheng Xiaojing He Junyi                 | 3'29"99     | Giappone Ryōsuke Irie Yasuhiro Koseki Yūki Kobori Shinri Shioura Masaki Kaneko Ippei Watanabe Nao Horomura Katsumi Nakamura | 3'30"03     | Kazakistan Adil Kaskabay Dmitrij Balandin Adilbek Mussin Alexandr Varakin               | 3'35"62     |

### Donne
| Evento               | Oro | Prestazione | Argento | Prestazione | Bronzo                                                                                         | Prestazione |
| Stile libero         | |             | |             |                                                                                                |             |
| 50 m                 | Rikako Ikee                                                                                                 | 24"53       | Liu Xiang                                                                                                  | 24"60       | Wu Qingfeng                                                                                    | 24"87       |
| 100 m                | Rikako Ikee                                                                                                 | 53"27       | Zhu Menghui                                                                                                | 53"56       | Yang Junxuan                                                                                   | 54"17       |
| 200 m                | Li Bingjie                                                                                                  | 1'56"74     | Yang Junxuan                                                                                               | 1'57"48     | Chihiro Igarashi                                                                               | 1'57"49     |
| 400 m                | Wang Jianjiahe                                                                                              | 4'03"18     | Li Bingjie                                                                                                 | 4'06"46     | Chihiro Igarashi                                                                               | 4'08"48     |
| 800 m                | Wang Jianjiahe                                                                                              | 8'18"55     | Li Bingjie                                                                                                 | 8'28"14     | Waka Kobori                                                                                    | 8'30"65     |
| 1500 m               | Wang Jianjiahe                                                                                              | 15'53"68    | Li Bingjie                                                                                                 | 15'53"80    | Waka Kobori                                                                                    | 16'18"31    |
| Dorso                | |             | |             |                                                                                                |             |
| 50 m                 | Liu Xiang                                                                                                   | 26"98       | Fu Yuanhui                                                                                                 | 27"68       | Natsumi Sakai                                                                                  | 27"91       |
| 100 m                | Natsumi Sakai                                                                                               | 59"27       | Anna Konishi                                                                                               | 59"67       | Chen Jie                                                                                       | 1'00"28     |
| 200 m                | Liu Yaxin                                                                                                   | 2'07"65     | Natsumi Sakai                                                                                              | 2'08"13     | Peng Xuwei                                                                                     | 2'09"14     |
| Rana                 | |             | |             |                                                                                                |             |
| 50 m                 | Satomi Suzuki                                                                                               | 30"83       | Roanne Ho                                                                                                  | 31"23       | Feng Junyang                                                                                   | 31"24       |
| 100 m                | Satomi Suzuki                                                                                               | 1'06"40     | Reona Aoki                                                                                                 | 1'06"45     | Shi Jinglin                                                                                    | 1'07"36     |
| 200 m                | Kanako Watanabe                                                                                             | 2'23"05     | Yu Jingyao                                                                                                 | 2'23"31     | Reona Aoki                                                                                     | 2'23"33     |
| Farfalla             | |             | |             |                                                                                                |             |
| 50 m                 | Rikako Ikee                                                                                                 | 25"55       | Wang Yichun                                                                                                | 26"03       | Lin Xintong                                                                                    | 26"39       |
| 100 m                | Rikako Ikee                                                                                                 | 56"30       | Zhang Yufei                                                                                                | 57"40       | An Se-hyeon                                                                                    | 58"00       |
| 200 m                | Zhang Yufei                                                                                                 | 2'06"61     | Sachi Mochida                                                                                              | 2'08"72     | Suzuka Hasegawa                                                                                | 2'08"80     |
| Misti                | |             | |             |                                                                                                |             |
| 200 m                | Kim Seo-yeong                                                                                               | 2'08"34     | Yui Ōhashi                                                                                                 | 2'08"88     | Miho Teramura                                                                                  | 2'10"98     |
| 400 m                | Yui Ōhashi                                                                                                  | 4'34"58     | Kim Seo-yeong                                                                                              | 4'37"43     | Sakiko Shimizu                                                                                 | 4'39"10     |
| Staffette            | |             | |             |                                                                                                |             |
| 4x100 m stile libero | Giappone Rikako Ikee Natsumi Sakai Tomomi Aoki Chihiro Igarashi Mayuka Yamamoto Rio Shirai                  | 3'36"52     | Cina Zhu Menghui Wu Yue Wu Qingfeng Yang Junxuan Wang Jingzhuo Lao Lihui Liu Xiaohan                       | 3'36"78     | Hong Kong Camille Cheng Stephanie Au Hang Yu Sze Ho Nam Wai Tam Hoi Lam                        | 3'41"88     |
| 4x200 m stile libero | Cina Li Bingjie Wang Jianjiahe Zhang Yuhan Yang Junxuan Shen Duo Ai Yanhan Wu Yue                           | 7'48"61     | Giappone Chihiro Igarashi Rikako Ikee Yui Ōhashi Rio Shirai Waka Kobori Sachi Mochida                      | 7'53"83     | Hong Kong Ho Nam Wai Camille Cheng Hang Yu Sze Katii Tang Jamie Yeung Natalie Kan Chan Kin Lok | 8'07"17     |
| 4x100 m misti        | Giappone Natsumi Sakai Satomi Suzuki Rikako Ikee Tomomi Aoki Anna Konishi Reona Aoki Ai Soma Sakiko Shimizu | 3'54"73     | Hong Kong Stephanie Au Jamie Yeung Chan Kin Lok Camille Cheng Toto Wong Rainbow Ip Hang Yu Sze Tam Hoi Lam | 4'03"15     | Singapore Hoong En Qi Samantha Yeo Quah Jing Wen Quah Ting Wen Cherlyn Yeoh                    | 4'09"65     |

### Misti
| Evento        | Oro                                                                                                  | Prestazione | Argento | Prestazione | Bronzo | Prestazione |
| Staffette     | |             | |             | |             |
| 4x100 m misti | Cina Xu Jiayu Yan Zibei Zhang Yufei Zhu Menghui Li Guangyuan Shi Jinglin Zheng Xiaojing Yang Junxuan | 3'40"45     | Giappone Ryōsuke Irie Yasuhiro Koseki Rikako Ikee Tomomi Aoki Masaki Kaneko Ippei Watanabe Mayuka Yamamoto | 3'41"21     | Corea del Sud Lee Ju-ho Moon Jae-kwon An Se-hyeon Ko Mi-so Kang Ji-seok Kim Jae-youn Park Ye-rin Kim Min-ju | 3'49"27     |

Gli atleti in corsivo hanno gareggiato solo nelle batterie.

## Medagliere
| #      | Nazione       | Oro | Argento | Bronzo | Totale |
| ------ | ------------- | --- | ------- | ------ | ------ |
| 1      | Giappone      | 19  | 20      | 13     | 52     |
| 2      | Cina          | 19  | 17      | 14     | 50     |
| 3      | Singapore     | 2   | 1       | 3      | 6      |
| 4      | Corea del Sud | 1   | 1       | 4      | 6      |
| 5      | Hong Kong     | 0   | 1       | 2      | 3      |
| 6      | Vietnam       | 0   | 1       | 1      | 2      |
| 7      | Kazakistan    | 0   | 0       | 4      | 4      |
| Totale | Totale        | 41  | 41      | 41     | 123    |